# Lluer ventregroc
El lluer ventregroc (Spinus xanthogastrus) és un ocell de la família dels fringíl·lids (Fringillidae).

## Hàbitat i distribució
Viu als vessants arbustius, proximitat del bosc humid i pastures de Costa Rica, oest de Panamà, Colòmbia, oest i nord de Veneçuela, sud-oest de l'Equador, sud-est del Perú i centre de Bolívia.